# Wolfgang (passo)
Il passo Wolfgang (1.631 m s.l.m.) è un valico alpino svizzero nel Canton Grigioni.
Collega Davos con Klosters nella regione Prettigovia/Davos.
Dal punto di vista orografico il valico separa le Alpi del Silvretta, del Samnaun e del Verwall (ad est) dalle Alpi del Plessur (ad ovest), entrambe sottosezioni delle Alpi Retiche occidentali.
La strada è aperta tutto l'anno. Una linea della Ferrovia retica transita al passo.